# Zapasy na Letnich Igrzyskach Olimpijskich 1968
Zapasy na Letnich Igrzyskach Olimpijskich 1968 w Meksyku, odbyły się w dniach 17 października – 26 października 1968. Zawodnicy walczyli w 16 kategoriach wagowych i 2 stylach zapaśniczych. Startowali tylko mężczyźni. W tabeli medalowej tryumfowali Japończycy.

## Medaliści

### Styl klasyczny
| Kat. wagowa               |                 |                    |                     |
| ------------------------- | --------------- | ------------------ | ------------------- |
| Waga musza (- 52 kg)      | Petyr Kirow     | Władimir Bakulin   | Miroslav Zeman      |
| Waga kogucia (- 57 kg)    | János Varga     | Ion Baciu          | Iwan Koczergin      |
| Waga piórkowa (- 63 kg)   | Roman Rurua     | Hideo Fujimoto     | Simion Popescu      |
| Waga lekka (- 70 kg)      | Muneji Munemura | Stevan Horvat      | Petros Galaktopulos |
| Waga półśrednia (- 78 kg) | Rudolf Vesper   | Daniel Robin       | Károly Bajkó        |
| Waga średnia (- 87 kg)    | Lothar Metz     | Walentin Olenik    | Branislav Simić     |
| Waga półciężka (- 97 kg)  | Bojan Radew     | Nikołaj Jakowienko | Nicolae Martinescu  |
| Waga ciężka (+ 97 kg)     | István Kozma    | Anatolij Roszczin  | Petr Kment          |

### Styl wolny
| Kat. wagowa               |                    |                      |                             |
| ------------------------- | ------------------ | -------------------- | --------------------------- |
| Waga musza (- 52 kg)      | Shigeo Nakata      | Rick Sanders         | Czimedbadzaryn Damdinszaraw |
| Waga kogucia (- 57 kg)    | Yōjirō Uetake      | Don Behm             | Abutaleb Talebi             |
| Waga piórkowa (- 63 kg)   | Masaaki Kaneko     | Enju Todorow         | Szamseddin Sejjed Abbasi    |
| Waga lekka (- 70 kg)      | Abdollah Mowahhed  | Enju Wyłczew         | Dandzandardżaagijn Sereeter |
| Waga półśrednia (- 78 kg) | Mahmut Atalay      | Daniel Robin         | Tömörijn Artag              |
| Waga średnia (- 87 kg)    | Boris Guriewicz    | Dżigdżidijn Mönchbat | Prodan Gardżew              |
| Waga półciężka (- 97 kg)  | Ahmet Ayık         | Szota Lomidze        | József Csatári              |
| Waga ciężka (+ 97 kg)     | Aleksandr Miedwied | Osman Duralijew      | Wilfried Dietrich           |

## Tabela medalowa
| Poz. | Państwo           |   |   |   | Łącznie |
| ---- | ----------------- | - | - | - | ------- |
| 1    | Japonia           | 4 | 1 | 0 | 5       |
| 2    | ZSRR              | 3 | 5 | 1 | 8       |
| 3    | Bułgaria          | 2 | 3 | 1 | 6       |
| 4    | Węgry             | 2 | 0 | 2 | 4       |
| 5    | NRD               | 2 | 0 | 0 | 2       |
| 5    | Turcja            | 2 | 0 | 0 | 2       |
| 7    | Iran              | 1 | 0 | 2 | 3       |
| 8    | Francja           | 0 | 2 | 0 | 2       |
| 8    | Stany Zjednoczone | 0 | 2 | 0 | 2       |
| 10   | Mongolia          | 0 | 1 | 3 | 4       |
| 11   | Rumunia           | 0 | 1 | 2 | 3       |
| 12   | Jugosławia        | 0 | 1 | 1 | 2       |
| 13   | Czechosłowacja    | 0 | 0 | 2 | 2       |
| 14   | Grecja            | 0 | 0 | 1 | 1       |
| 14   | RFN               | 0 | 0 | 1 | 1       |

Uwaga: Rudolf Vesper oraz Lothar Metz występowali pod flagą Wspólnej Reprezentacji Niemiec, lecz medale przez nich zdobyte, wliczane są do dorobku NRD. Z kolei brąz zdobyty przez Wilfrieda Dietricha włączony został do dorobku RFN.